# Ordenanças de Hudood

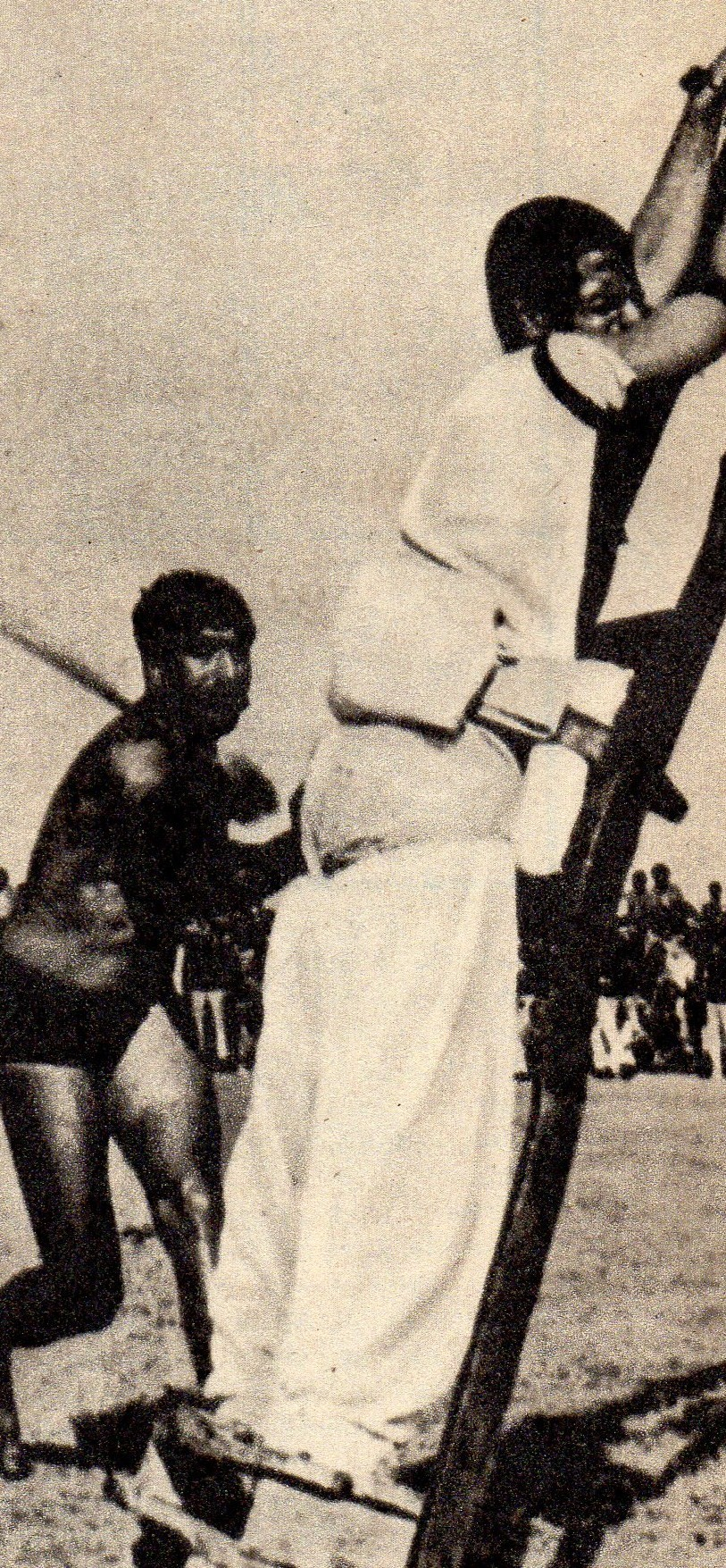
Punição de um homem que seduziu uma mulher em Islamabad, Paquistão (final da década de 1970).

As ordenanças de Hudood (em urdu حدود; também chamado de Hadood, Hadud, Hudud; a forma singular é Hadh ou hadd) são leis no Paquistão que foram promulgadas em 1979 como parte do processo de "Sharisação" ou "Islamização" do então militar Zia-ul-Haq. Substituiu partes do Código Penal do Paquistão da era britânica, acrescentando novas ofensas criminais à legislação do país, tais como adultério e fornicação, além de novas sanções punitivas como chicotadas, amputações e apedrejamentos até a morte. Após muita controvérsia e crítica, partes da lei foram extensivamente revisadas em 2006 pela Lei de Proteção à Mulher.
A Lei Hudood destinou-se a implementar a lei da Sharia ou colocar a lei paquistanesa em "conformidade com as injunções do Islã", aplicando as punições mencionadas no Alcorão, como a fornicação (sexo extraconjugal), qazf (falsa acusação de fornicação), roubo e consumo de álcool. O sistema previa dois tipos de ofensas - hadd e tazir - com punições diferentes. As ofensas hadd (punição fixa) consiste num padrão de transgressão da lei mais grave que o tazir (punição discricionária) e suas sanções são mais severas.
As disposições da lei sobre fornicação eram particularmente controversas, e os críticos alegavam que havia "centenas de incidentes em que uma mulher sujeita a estupro, ou mesmo estupro coletivo, acabava sendo acusada de fornicação" e encarcerada. Os apoiadores defendiam os castigos argumentando se tratar de ordens divinas e provenientes da lei, alegando que os contrários à norma valiam-se da mídia como ferramenta de propulsão de propagandas injustas sobre o sistema.

## Disposições
As ordenanças de Hudood constituem um conjunto de seis textos, todos promulgados em 9 de fevereiro de 1979, inspirados na lei sharia. Em particular, eles proíbem relacionamentos ou sexo fora do casamento, adultérios, sodomia, dentre outros. O estupro também é proibido, mas uma mulher vítima deve ser capaz de indicar ao menos quatro testemunhos de homens muçulmanos, para poder ser exonerada da acusação de casos extraconjugais ou adultério. Os pedidos também prevêem amputações em caso de roubo. A produção, consumo e venda de álcool também é proibida para os muçulmanos. Os não-muçulmanos podem fazer uso do álcool em "quantidades razoáveis" e para seu uso pessoal.

## Alterações
Em novembro de 2006, o Parlamento paquistanês aprovou a Lei de Proteção à Mulher, que revisa algumas das disposições das Ordenanças Hudood. A lei visa, acima de tudo, abolir as disposições discriminatórias contra as mulheres, particularmente no que diz respeito ao estupro, que tem um escopo estendido e não requer mais testemunhos. Além disso, os tribunais religiosos são privados de processos em benefício dos tribunais civis.
A lei de 2006, no entanto, mantém a ofensa ao adultério, mas diminui consideravelmente a pena de morte por apedrejamento até um máximo de cinco anos de prisão e uma multa.